# 米爾斯里弗鎮區 (北卡羅萊納州亨德森縣)
米爾斯里弗鎮區（英語：Mills River Township）是位於美國北卡羅萊納州亨德森縣的一個鎮區。

## 地方資料
米爾斯里弗鎮區的面積為200.95平方千米，當中陸地面積為199.61平方千米，而水域面積為1.34平方千米。根據2020年美國人口普查的數據，當地共有人口14137人，而人口密度為每平方千米70.35人。